# Tessa Praun
Tessa Praun, född 29 april 1977, är en österrikisk kurator och museichef, verksam i Stockholm.
Tessa Praun har arbetat på konsthallarna Peggy Guggenheim Collection i Venedig i Italien och Kunstverein München i München i Tyskland. Hon var mellan 2004 och 2016 intendent på konsthallen Magasin III i Stockholm, från 2016 chefsintendent och 2017 också museichef  på Magasin III, som återöppnade i oktober 2020 som konstmuseum.